# Nástrčná zářivka
Nástrčná zářivka (někdy též z angličtiny plug-in, nebo stick) je neintegrovaný světelný zdroj založený na zářivkové technologii[zdroj?]. Na rozdíl od lineární zářivky, která je zcela prosta jakýchkoliv součástí elektronické výzbroje má část elektroniky, avšak není plně schopna provozu přímo ze sítě. Zbylou část elektroniky nese svítidlo. Nástrčné zářivky jsou často používány zejména v profesionálních aplikacích (kanceláře, hotely, nemocnice, komerční prostory), v domácích aplikacích se vyskytují jen zřídka.
Vzhledem k obsahu toxické rtuti jsou zářivky na základě směrnice RoHS postupně stahovány z prodeje, podobně jako dříve žárovky. K dispozici jsou náhrady na bázi LED pro použití ve stávajících svítidlech.

## Nomenklatura a dělení
Nástrčné zářivky se vyrábí v přibližně 10 výrobních řadách[zdroj?], každé řadě je vlastní určitý druh patice. V obvyklé obchodní praxi se paradoxně neužívá komunikace pomocí patice, ačkoliv je zde jednoznačná, ale pomocí obchodního názvu, v ČR obvykle buďto společnosti Osram nebo Philips. Např. nástrčná zářivka s paticí G24d-3 se vyrábí pod obchodním označením Philips PL-C nebo Osram D (D/E) - pak se obvykle při obchodní komunikaci používá toto názvosloví s upřesněním teploty chromatičnosti, tedy potom slangově např. "péelcéčko 26 na 840" čímž je sdělen požadavek na nástrčnou zářivku s paticí G24d-3 o příkonu 18W, indexu podání barev 80-89% (číslo 8 z vyřčeného trojčíslí) a teplotě chromatičnosti 4000K (číslo 40 z vyřčeného trojčíslí).

## Patice
Nástrčné zářivky se vyznačují velkým množstvím patic. Obvyklé výrobní portfolio čítá až 21 druhů patic pro neintegrované zářivky. V některých případech je podle patice možné přesně určit zdroj (resp. jeho příkon), pakliže jedinec disponuje dostatečnou znalostí nomenklatury. Nejlépe patice a jejich počet ilustruje následující infografika[zdroj?]:

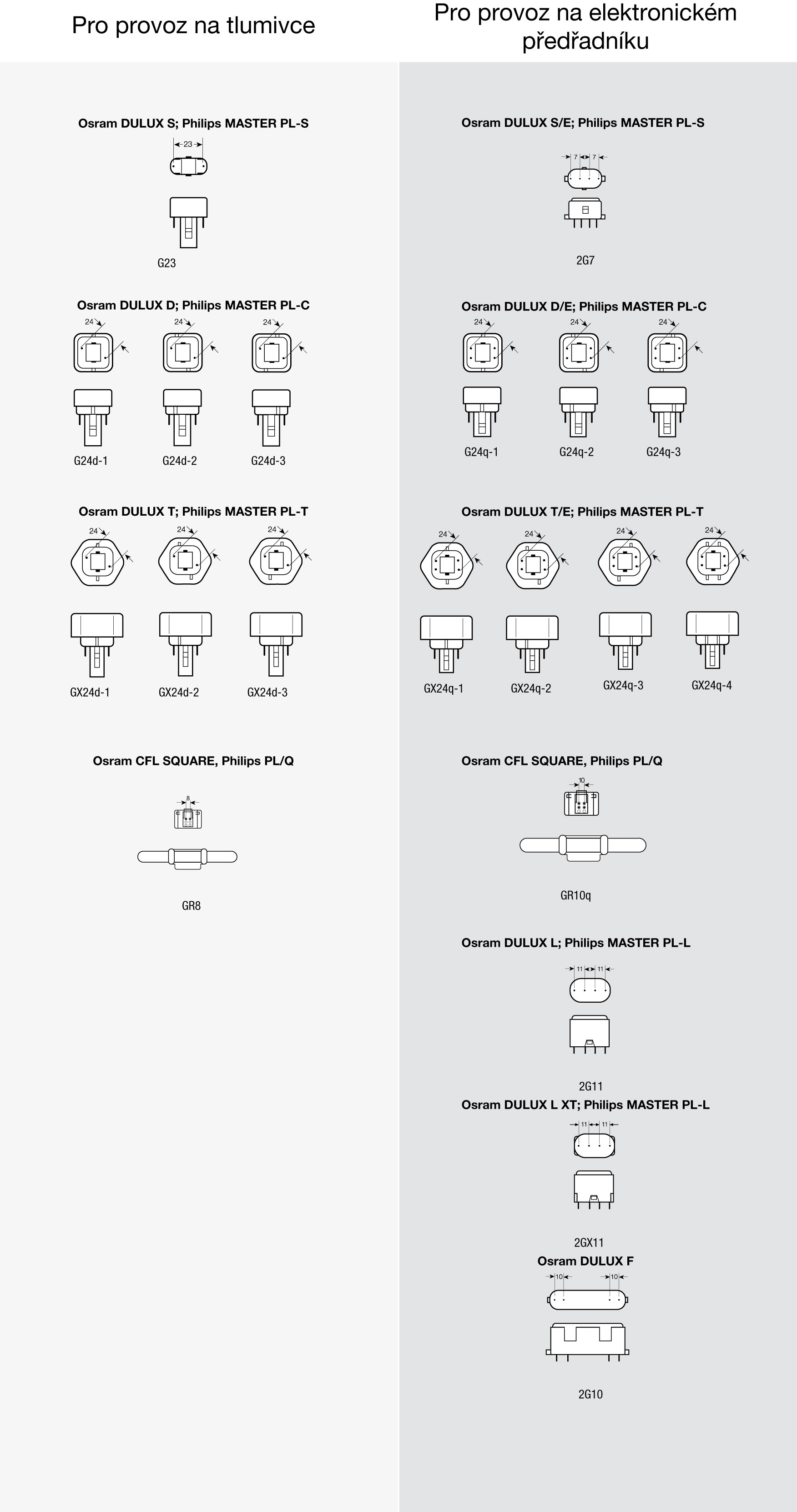
Přehled patic nástrčných zářivek